# 舶蘭礁

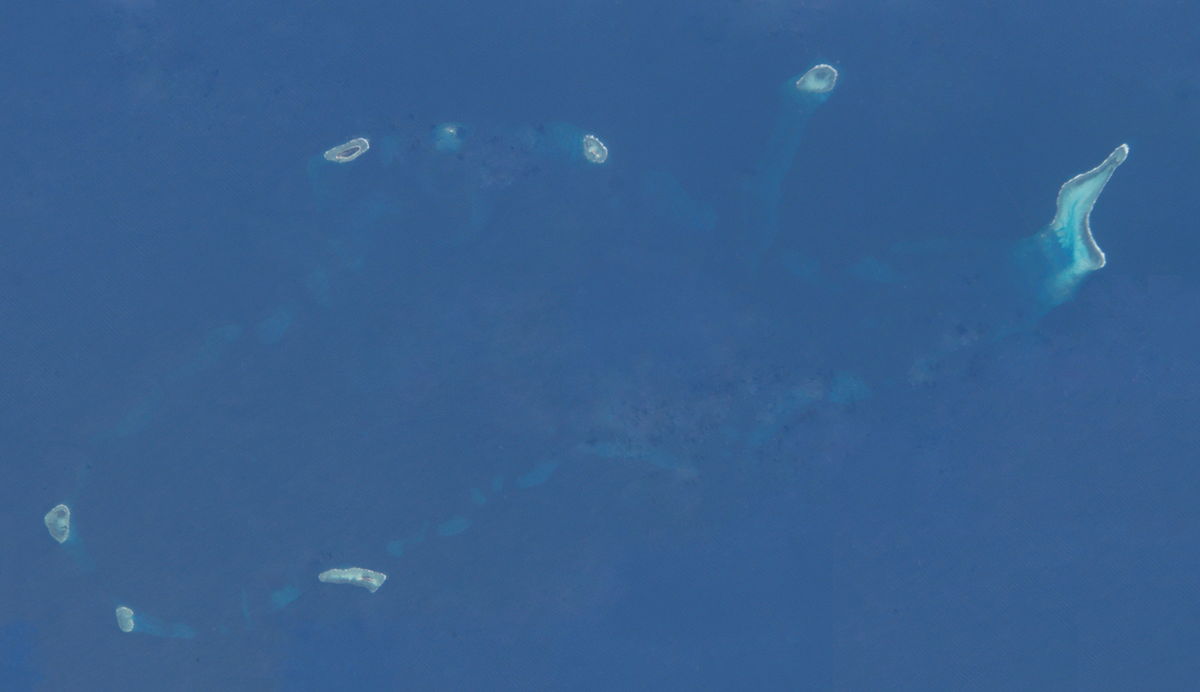
舶蘭礁（写真の右から第二の島）

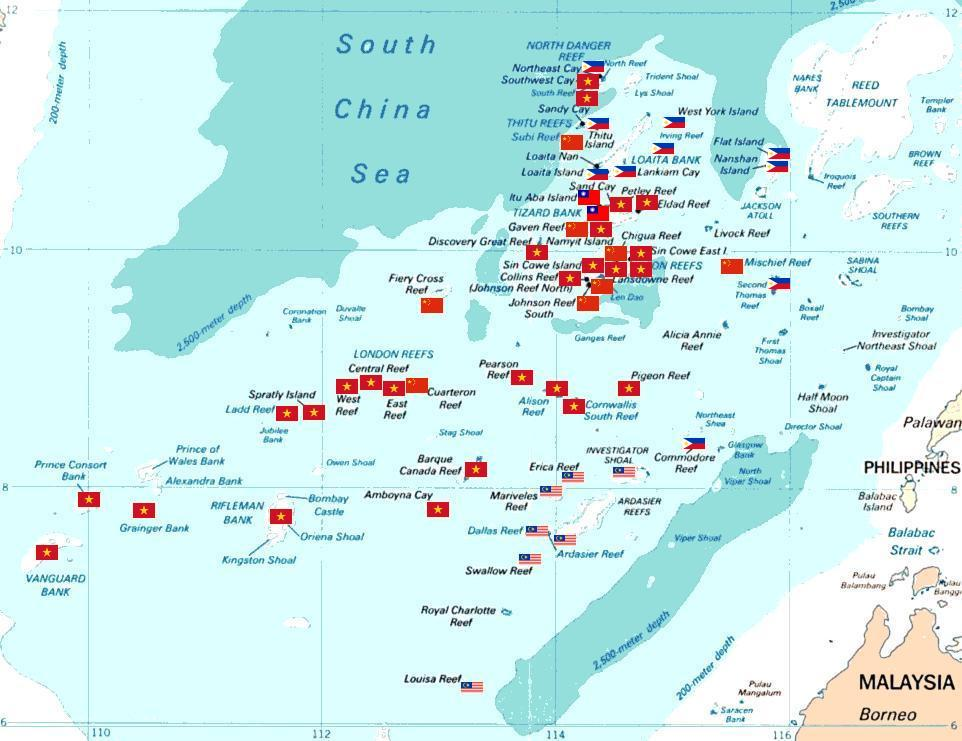
南沙諸島における南シナ海周辺諸国の実効支配状況

舶蘭礁（中国名。英語：Petley Reef、ベトナム語：Đá Núi Thị / 𥒥𡶀市）は、南沙諸島にあるティザード堆（英語：Tizard Banks、中国語: 郑和群礁）の一部を形成するサンゴ礁である。ベトナムが実効支配しているが、中華人民共和国、中華民国（台湾）、フィリピンも主権を主張している。
1988年、ベトナム軍が舶蘭礁に駐留した。